# Едмундсон Ејкерс (Калифорнија)
Едмандсон Ејкерс (енгл. Edmundson Acres) насељено је место без административног статуса у америчкој савезној држави Калифорнија.

## Демографија
По попису из 2010. године број становника је 279.
| Група             | 2000.    | 2010.       |
| Белци             | 0 (0,0%) | 37 (13,3%)  |
| Афроамериканци    | 0 (0,0%) | 5 (1,8%)    |
| Азијати           | 0 (0,0%) | 1 (0,4%)    |
| Хиспаноамериканци | 0 (0,0%) | 225 (80,6%) |
| Укупно            | 0        | 279         |